# Douvaine
Douvaine is een gemeente in het Franse departement Haute-Savoie (regio Auvergne-Rhône-Alpes). De plaats maakt deel uit van het arrondissement Thonon-les-Bains. Douvaine telde op 1 januari 2022 6.788 inwoners.

## Geografie
De oppervlakte van Douvaine bedroeg op 1 januari 2022 10,54 vierkante kilometer; de bevolkingsdichtheid was toen 644 inwoners per km².

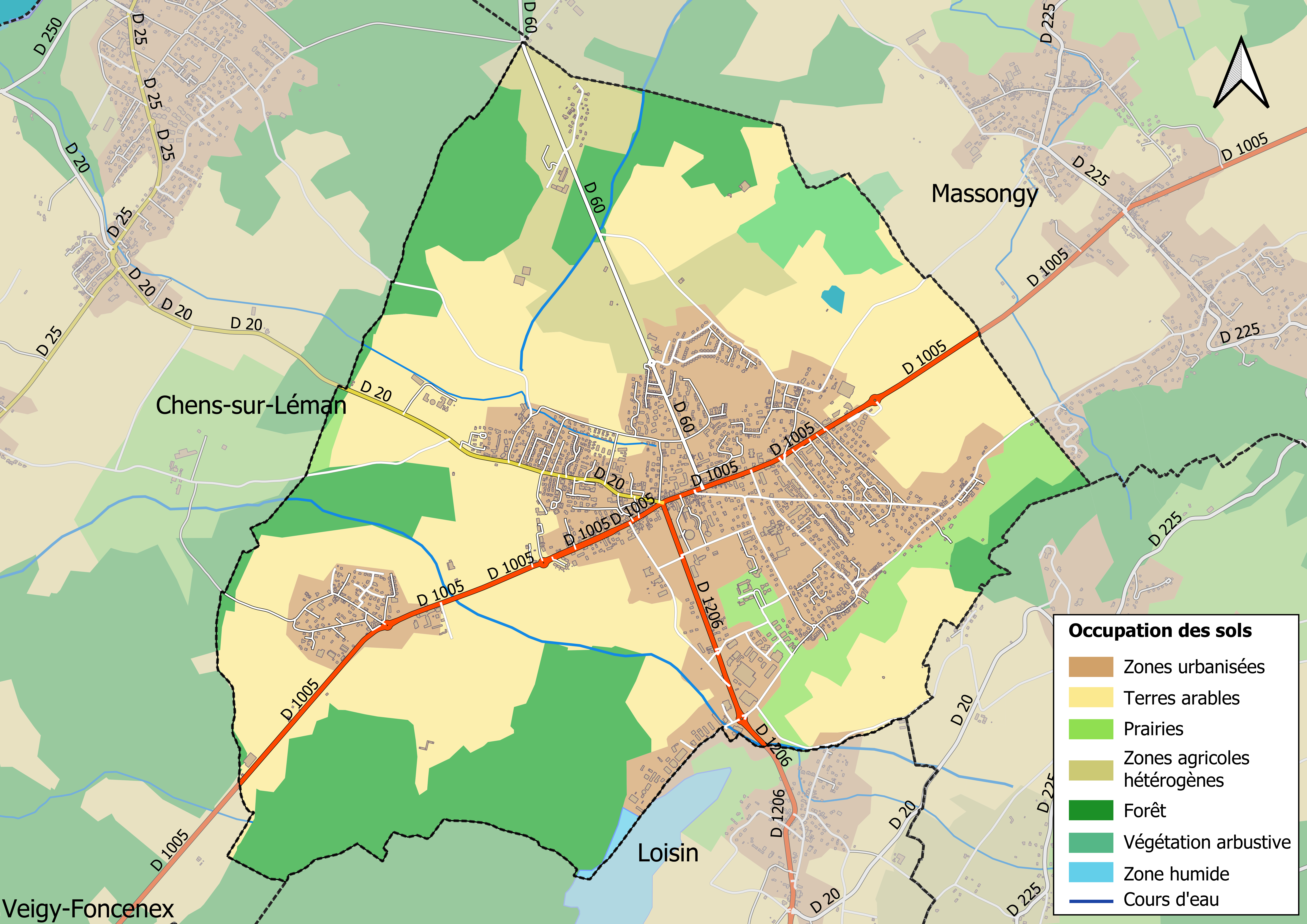
Kaart van de gemeente met de belangrijkste infrastructuur, bodemgebruik en omliggende gemeenten

## Demografie
Onderstaande figuur toont het verloop van het inwonertal (bron: INSEE-tellingen).